# Gabriela Ciupitu

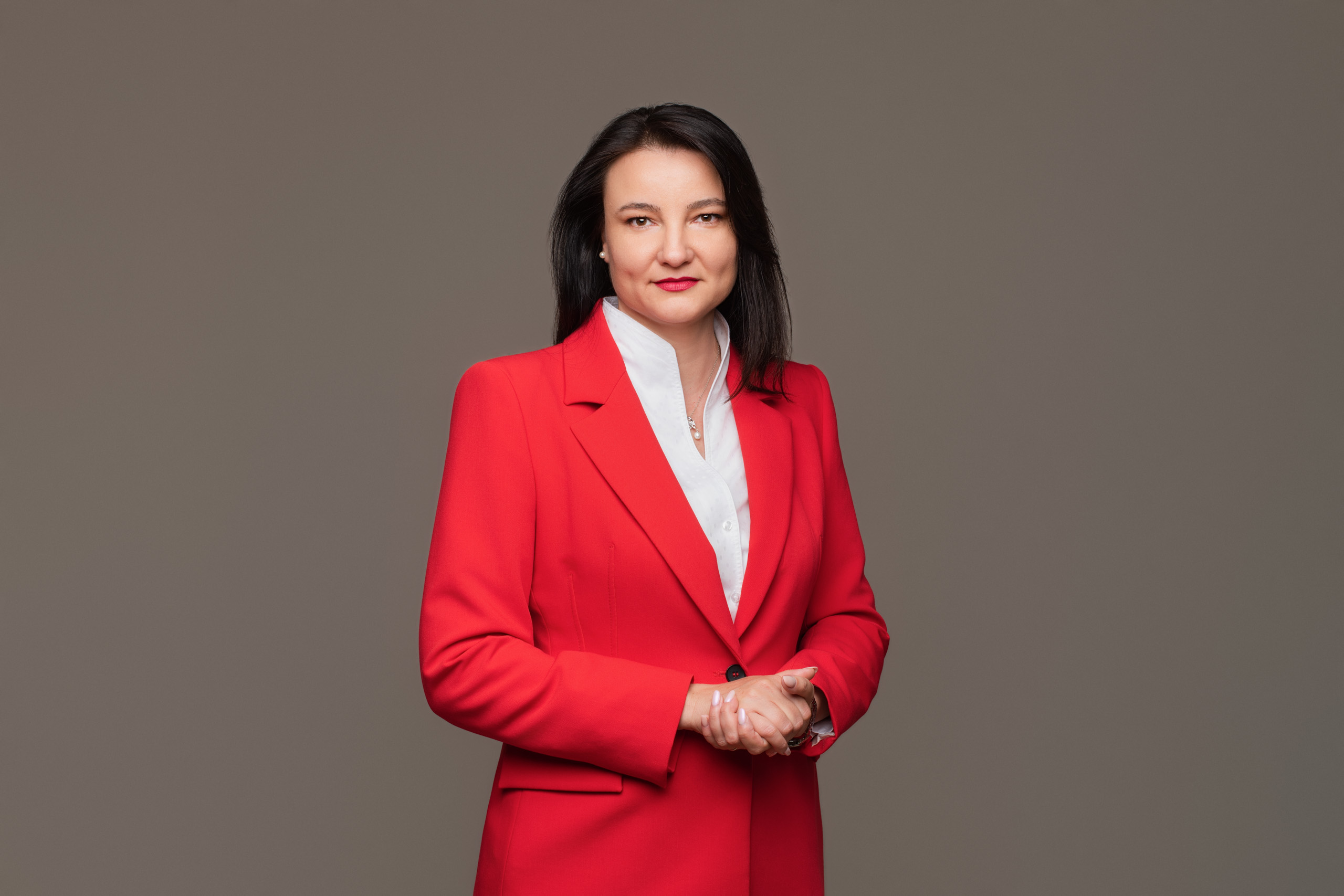

Gabriela Ciupitu este o specialistă română în domeniul Customer Experience (CX) și antreprenor. 
Este fondatoarea companiei Customer Experience Romania, prima firmă de consultanță din țară dedicată exclusiv experienței clienților. 
În 2025 a ocupat prima poziție în clasamentul global „CXM Stars”, realizat anual de revista Customer Experience Magazine.

## Carieră
Înainte de a se specializa în domeniul CX, Ciupitu a activat peste două decenii în companii multinaționale și antreprenoriale.
În 2021 a fondat Customer Experience Romania, companie de consultanță care oferă programe de strategie CX, dezvoltare de leadership, 
Customer Journey Management, Voice of the Customer și traininguri certificate.

### Inițiative profesionale
- Comunitatea Profesioniștilor CX din România – forum dedicat schimbului de experiență între specialiști.
- CX Conference Bucharest – eveniment anual organizat de Customer Experience Romania, care a reunit peste 230 de participanți la edițiile din 2023 și 2024.[4]
- Studiul de Maturitate CX pentru România – raport anual privind dezvoltarea organizațiilor din perspectiva experienței clienților, realizat în parteneriat cu Ipsos.[5]

## Publicații
- Gabriela Ciupitu, „Îți adaptezi sau nu strategia CX în timpul crizei?”, în Naeem Arif (coord.), Customer Experience 4

Reshape or not Reshape CX Strategy during Crisis?, UK: Practical Inspiration Publishing, 2020, ISBN 978-1916256518. 

## Recunoaștere
- Locul 1 în clasamentul global „CXM Stars” (2025), după ce s-a aflat în top 3 în 2023 și 2024.[7]
- Membră în Consiliul Director al Customer Institute.[8]
- Jurat la competiții internaționale precum European & International Customer Experience Awards și Customer Centricity World Series.[9]